# 尼加拉瓜奥林匹克委员会
尼加拉瓜奥林匹克委员会（西班牙語：Comité Olímpico Nicaragüense，IOC编码：NCA）是代表尼加拉瓜的国家奥林匹克委员会。尼加拉瓜奥林匹克委员会成立于1959年，并于同年获得国际奥林匹克委员会的认可。该组织也是泛美体育组织的成员。

## 外部连结
- 官方网站 （西班牙文）